# Sindel Point
Der Sindel Point (englisch; bulgarisch нос Синдел nos Sindel) ist eine 250 m lange Landspitze an der Ostküste der Livingston-Insel im Archipel der Südlichen Shetlandinseln. Sie ragt 2,9 km nordöstlich des Sliven Peak und 5,6 km südwestlich des Edinburgh Hill in die Moon Bay hinein und trennt die Mündung des Kaliakra-Gletschers im Norden von derjenigen des Struma-Gletschers im Süden.
Bulgarische Wissenschaftler kartierten sie bei der Vermessung der Tangra Mountains zwischen 2004 und 2005 sowie nochmals 2009. Die bulgarische Kommission für Antarktische Geographische Namen benannte sie 2009 nach der Ortschaft Sindel im Nordosten Bulgariens.